# Ryōta Watanabe
Ryōta Watanabe (japanisch 渡辺 亮太 Watanabe Ryōta; * 11. März 1991 in der Präfektur Tokio) ist ein japanischer Fußballspieler.

## Karriere
Watanabe erlernte das Fußballspielen in der Schulmannschaft der Chofu Kita High School und der Universitätsmannschaft der Nippon Sport Science University. Seinen ersten Vertrag unterschrieb er 2013 beim Ehime FC. Der Verein spielte in der zweithöchsten Liga des Landes, der J2 League. Für Ehime absolvierte er 70 Ligaspiele. 2016 wurde er an den Drittligisten AC Nagano Parceiro ausgeliehen. Für den Klub absolvierte er 19 Ligaspiele. 2017 unterschrieb er einen Vertrag beim Drittligisten Azul Claro Numazu. Für den Verein absolvierte er 26 Ligaspiele. 2018 wechselte er zum Ligakonkurrenten Fujieda MYFC. Für den Verein absolvierte er 18 Ligaspiele. 2019 wechselte er zum Japan Soccer College.